# Alfred Depuhl
Alfred Depuhl (* 4. März 1892 in Mannheim; † 13. April 1957 in Hannover) war ein deutscher evangelischer Theologe und Autor.

## Leben
Depuhl war der Sohn eines Kaufmanns. Er besuchte das Realgymnasium in Mannheim und studierte danach 1910 bis 1913 Staatswissenschaften in Heidelberg. Danach besuchte er ein Jahr das dortige Predigerseminar und legte 1913 und 1914 beide theologischen Prüfungen ab. Er wurde am 2. Mai 1915 in Ziegelhausen bei Heidelberg ordiniert. Im Ersten Weltkrieg diente er als Feldhilfsgeistlicher und Lazarettpfarrer. 1919 wurde er Hilfsgeistlicher in Münster und promovierte an der Universität Münster zum Dr. rer. pol. 1920 heiratete er.
Von 1920 bis 1927 war er Syndikus des Verbandes der Metallindustriellen, danach Vereinsgeistlicher (Hauptgeschäftsführer) des Landesvereins für Innere Mission in Hannover. Zeitweilig stand er auch dem Reichsverband für evangelische Alters- und Siechenfürsorge vor. 1933 war er für die DHP und Volksdienst und den Wahlkreis Leer Mitglied im 68. Provinziallandtag der Provinz Hannover.
Depuhls Nachlass befindet sich im Landeskirchlichen Archiv Hannover.

## Werke
- Das Lebensrecht des alten Menschen (mit Christine Bourbeck und Walter Meis, Stuttgart 1956)
- Unsere Altershilfe vor neuen Aufgaben (1955)
- Jahrhundert des Kindes oder des Alters? (Hannover 1952)
- Innere Mission und Deutsche Arbeitsfront (Berlin 1936)
- Der Christ und der Sport. Ein Wort zur Olympiade 1936 (Berlin 1936)
- Das soziale und religiöse Amerika. Reiseeindrücke (Hannover 1933)
- Der Christlich-Soziale Volksdienst – eine Sammlungs- oder Splitter-„Partei“? (2. Aufl., Hannover um 1931)
- Leistung und Bedeutung der kirchlichen Säuglings- und Kleinkinderfürsorge (1925)